# Liste alliierter Geleitzugrouten im Zweiten Weltkrieg

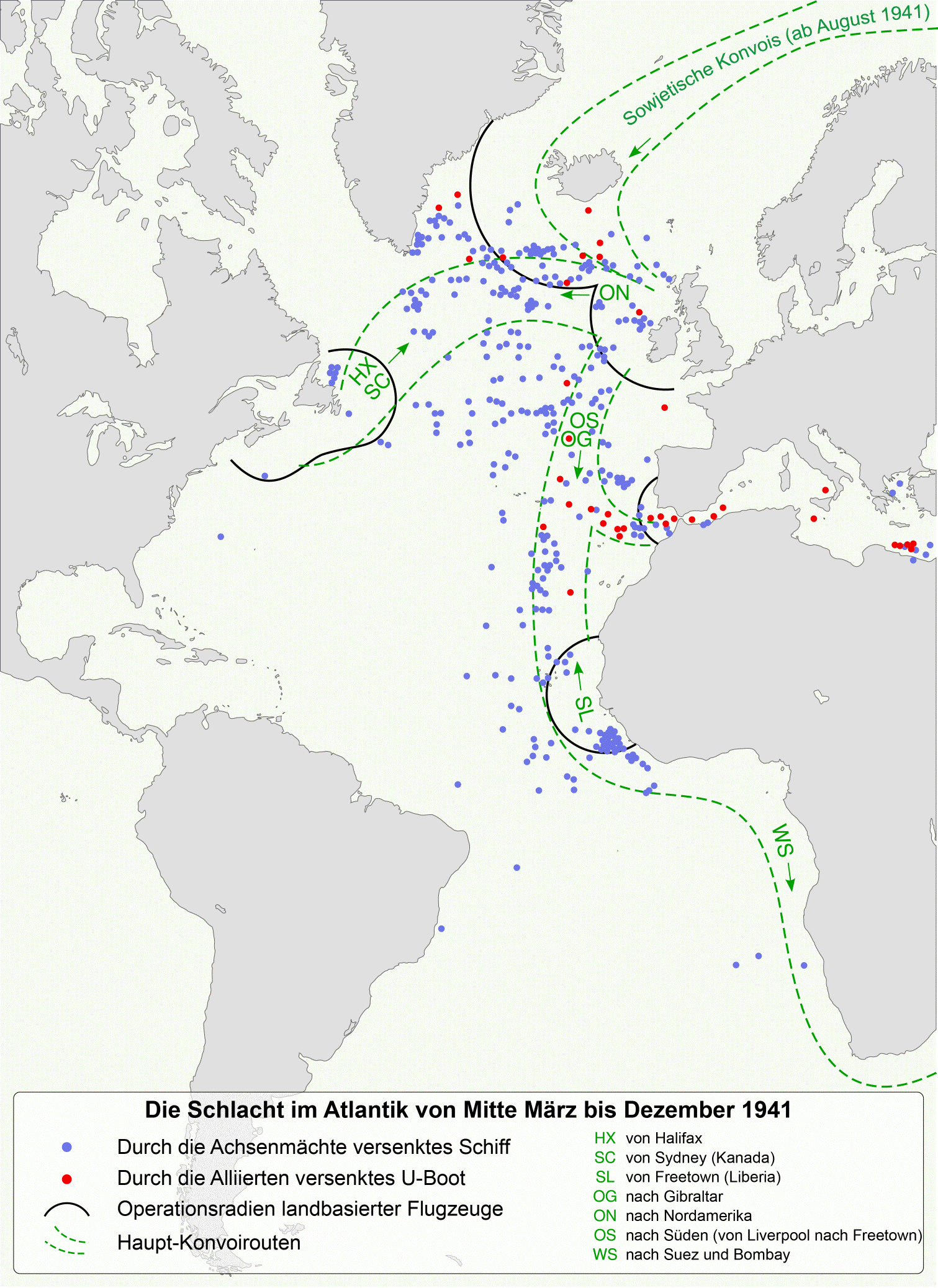
Wichtige atlantische Geleitzugrouten, 1941

Die folgende Auflistung beinhaltet Geleitzugrouten der Alliierten im Zweiten Weltkrieg. Angegeben sind der Codename, die ungefähre Route und der Zeitraum, in dem diese befahren wurde. Die Liste erhebt keinen Anspruch auf Vollständigkeit.
Zur Erläuterung: Regelmäßig befahrene Routen wurden meist mit einem Kürzel aus zwei oder mehr Großbuchstaben bezeichnet und die sie befahrenden Konvois selbst mit diesem Kürzel, gefolgt von einer fortlaufenden Nummer. Viele der Kürzel wurden für mehrere verschiedene Routen verwendet.

## A
- AB/ABF: Aden → Bombay (Suffix F für fast; Rückrichtung BA/BAF; ab September 1942)
- AC: Alexandria → Kyrenaika (1941)
- AG: Alexandria → Griechenland (1941)
- AH:
  - Aruba/Curaçao → Halifax (Rückrichtung HA; Juli bis September 1942)
  - Malta/Augusta → Bari/Ancona/Tarent (Oktober 1943 bis Januar 1945)
  - Bari → Ancona (Januar bis Mai 1945)
- AJ: Aden → Colombo (Rückrichtung JA; 1942 bis 1945)
- AK: Aden → Kilindini (Rückrichtung KA; ab 1942)
- AKD: Aden → Kilindini → Durban (Rückrichtung DKA, 1943/44)
- AM:
  - Arakan/Chittagong → Madras (Rückrichtung MA; 1944/45)
  - Oran → Marseille (August bis Oktober 1944)
- AN:
  - Alexandria → Piräus (Aegean northward; 1940/41)
  - Admiralitätsinseln → Neuguinea (Rückrichtung NA; 1944)
- AP:
  - Leith → Norwegen (1 Truppentransport; April 1940)
  - UK → Ägypten (Truppentransporte; Sommer/Herbst 1940)
  - Aden → Bandar Abbas (P für Persian Gulf; Rückrichtung PA; September 1943 bis Januar 1945)
- ARG: Boston → Argentinien (1943/44)
- ARM: diverse im Mittelmeer (1944)
- AS:
  - Piräus → Alexandria (Aegean southward; 1940/41)
  - New York → Suez (America–Suez; 1942)
- AT:
  - Alexandria → Tobruk (Rückrichtung TA; November 1941 bis Juni 1942)
  - New York → UK (Truppentransporte; Januar 1942 bis Juli 1945)
  - Ancona → Triest (Juni 1945)
- ATM: Antwerpen → Southend (Antwerp–Thames military; Dezember 1944 bis Mai 1945)
- AW: Aruba → Willemstad (Curaçao) (ab September 1942)

## B
- BA/BAF: Bombay → Aden (Suffix F für fast; Rückrichtung AB/ABF; ab Februar 1941)
- BAS: UK → Island (1940)
- BB: Belfast → Bristolkanal (März 1941 bis Mai 1945)
- BC:
  - Bristolkanal → Quiberon (September 1939 bis Juni 1940)
  - Freetown → Liverpool / Durban → Kapstadt / Kapstadt → Freetown (Juni und Juli 1940)
  - Charleston → Bora Bora (Januar/Februar 1942)
  - Beira → Durban (Beira–Cape; Rückrichtung CB; Juli 1943 bis August 1944)
- BD: Weißes Meer → Dikson (Rückrichtung DB; ab September 1943)
- BF: Bahia → Freetown (Rückrichtung FB; ab 1943)
- BG: diverse im Pazifik, ursprünglich Brisbane → Gladstone
- BHX: Bermudas → Anschluss an die HX-Geleitzüge
- BK:
  - Bombay → Karatschi (1943)
  - Weißes Meer → Kola-Bucht (Rückrichtung KB; ab September 1943)
- BM: diverse im Indischen Ozean
- BN:
  - diverse im Indischen Ozean (1940/41)
  - Neubritannien → Neuguinea (?)
- BP: Bombay → Persischer Golf (Rückrichtung PB; ab April 1941)
- BRN: Bahia → Recife → nordwärts (?)
- BS:
  - Brest → Casablanca (1939/40)
  - Suez → Aden (1940/41)
  - Corner Brook → Sydney CB (Rückrichtung SB; ?)
- BT:
  - Bahia → Trinidad (Rückrichtung TB; ab Januar 1943)
  - Sydney → USA (Truppentransporte; 1943/44)
  - Brisbane → Townsville (ab August 1942)
- BTC: Milford Haven → Southend (Bristol–Thames coastal; Dezember 1944 bis Mai 1945)
- BV: Brisbane → Townsville (Rückrichtung VB; ?)
- BW: Sydney CB → Wabana/St. John’s (September 1942 bis May 1945)
- BX: St. John’s/Boston → Halifax (Rückrichtung XB; März 1942 bis Mai 1945)

## C
- C: Colombo → Auflösung (1942)
- CA: Kapstadt → südwärts (ab Dezember 1942)
- CB: Durban → Beira (Cape–Beira; Rückrichtung BC; ab Juli 1943)
- CD: Kapstadt → Durban (Rückrichtung DC; ab November 1942)
- CE: St Helens → Southend (Channel eastward; Rückrichtung CW; Juli 1940 bis Mai 1944)
- CF:
  - Kapstadt → Westafrika/UK (Cape–Freetown; ab April 1941)
  - Colombo → Fremantle (ab März 1941)
- CG: Casablanca → Gibraltar (Rückrichtung GC; ?)
- CH: Chittagong → Kalkutta (Rückrichtung HC; ab Februar 1944)
- CJ: Kalkutta → Colombo (Rückrichtung JC; ab 1942)
- CK:
  - Havanna → Key West (ab Oktober 1942)
  - Charleston → UK (1944)
- CL: St. John’s → Sydney CB (Rückrichtung LC; ab Februar 1942)
- CM: Kapstadt → Kilindini → Aden (Cape military; Rückrichtung MC; 1940 bis 1945)
- CMA: Durban → Mombasa (1940)
- CN: Kapstadt → nordwärts (Rückrichtung NC; ab 1943)
- CNF: Sonderkennzeichnung für Operation Husky (1944)
- CO: Newcastle → Melbourne (Rückrichtung OC; Juni 1942 bis September 1943)
- COC: Plymouth → Bretagne (1944/45)
- CP: Curaçao → Panama (1942)
- CRD: Casablanca → Dakar (Rückrichtung DRC; 1944)
- CT:
  - UK → Kanada (Rückrichtung TC; 1941)
  - Korsika → Sardinien → Bizerta (Rückrichtung TC; 1944)
- CU/TCU: Curaçao/New York → Halifax → UK (T für Öltanker; Rückrichtung UC/UCT; März 1943 bis Mai 1945)
- CV: Kyrenaika → Valletta (Rückrichtung VC; 1944)
- CW:
  - Southend → St Helens/Yarmouth/Falmouth (Channel westward; Rückrichtung CE; ?)
  - Cristóbal → Key West
- CX: Colombo → Addu-Atoll (1943 bis 1945)
- CZ: Curaçao → Cristóbal (Curaçao–[Canal] Zone; Rückrichtung ZC; 1942/43)

## D
- D: Dakar → Casablanca (?)
- DB: Dikson → Weißes Meer (Rückrichtung BD; ab 1942)
- DBF: Dakar → Bathurst → Freetown (1943)
- DC: Durban → Kapstadt (Rückrichtung CD; ?)
- DF: Clyde → Färöer (militärisch; Rückrichtung FD; ?)
- DG: Thursday Island → Merauke (Neuguinea) (Rückrichtung GD; ?)
- DK: Durban → Kilindini (Rückrichtung KD; ?)
- DKA: Durban → Kilindini → Aden (Rückrichtung AKD; ?)
- DLM: Durban → Lourenço Marques (Rückrichtung LMD; ?)
- DM: Durban → Malaya (1941/42)
- DN: Durban → nordwärts (?)
- DR: Dakar → Gibraltar (1944)
- DRC: Dakar → Casablanca (Rückrichtung CRD; ?)
- DS: Clyde → Island (militärisch; Rückrichtung SD; April 1941 bis Mai 1945)
- DSF: Dakar → Freetown (Rückrichtung FSD; ?)
- DSL: Dakar → Freetown → Lagos (Rückrichtung LSD; ?)
- DSP: Dakar → Freetown → Pointe-Noire (Rückrichtung PSD; ?)
- DST: Dakar → Freetown → Takoradi (Rückrichtung TSD; ?)
- DT: Darwin → Thursday Island (Rückrichtung TD; ?)

## E
- E: Trinidad → südwärts (?)
- EBC/EBM: Bristolkanal → St Helens/Seine-Mündung (coastal/military; Rückrichtung FBC; Juni bis Oktober 1944)
- EC: Southampton → Clyde (März bis Oktober 1941)
- ECM/ECP: englische Südküste → Frankreich (military/personnel; 1944)
- EMM/EMP: Belfast → Frankreich (military/personnel; 1944)
- EN: Methil → Oban/Loch Ewe/Belfast (August 1940 bis Mai 1945)
- EPM/EPP: Isle of Portland → Frankreich (military/personnel; 1944)
- ET: Nordafrika → Gibraltar (Rückrichtung TE; November 1942 bis Anfang 1943)
- ETC/ETM: Southend → Seine-Mündung (coastal/military; Juni bis Oktober 1944)
- EWC/EWL/EWM/EWP: Isle of Wight → Frankreich (coastal/landing craft/military/personnel; 1944)
- EXP: Kennung für die Invasion in der Normandie (Juni bis Oktober 1944)

## F
- FB: Freetown → Bahia (Rückrichtung BF; ?)
- FBC: Seine-Mündung → Bristolkanal (coastal; Juni bis Oktober 1944)
- FC/FCP: Frankreich → Westengland (Juni und Juli 1944)
- FD: Färöer → Clyde (militärisch; Rückrichtung DF; ?)
- FFT: Freetown → Trinidad (Rückrichtung TF; 1942/43)
- FG: Fremantle → Adelaide (Rückrichtung GF; ab 1942)
- FH: Saint John → Halifax (Rückrichtung HF; September 1942 bis Mai 1945)
- FJ: Florianópolis → Rio de Janeiro (Rückrichtung JF; ?)
- FM: Milne-Bucht → Port Moresby (Rückrichtung MF; ?)
- FN: Southend → Methil (Forth North; Rückrichtung FS; September 1939 bis Mai 1945)
- FP: UK → Norwegen (Truppentransporte; April und Mai 1940)
- FPM/FPP: Frankreich → Isle of Portland (military/personnel; 1944)
- FS:
  - Methil → Southend (Forth South; Rückrichtung FN; September 1939 bis Mai 1945)
  - Scapa Flow/Norwegen (?)
- FSD: Freetown → Dakar (Rückrichtung DSF; 1944)
- FTC/FTM: Seine-Mündung → Southend (coastal/military; Juni bis September 1944)
- FWC: Frankreich → Isle of Wight (Küstenschifffahrt; Juni 1944)
- FWL: Frankreich → Isle of Wight (Landungsboote; 1944)
- FWM: Frankreich → Isle of Wight (militärisch; Juni bis Juli 1944)
- FWP: Frankreich → Isle of Wight (Personal; Juni bis September 1944)
- FXP: Frankreich → UK (Juni bis Oktober 1944)

## G
- G: Guantánamo → San Juan (Rückrichtung SJ; ?)
- GAT: Guantánamo → Aruba → Trinidad (Rückrichtung TAG; August 1942 bis Mai 1945)
- GB: Neuguinea → Milne-Bucht (?)
- GC: Gibraltar → Casablanca (Rückrichtung CG; ?)
- GD: Merauke (Neuguinea) → Thursday Island (Rückrichtung DG; ?)
- GF: Adelaide → Fremantle (Rückrichtung FG; ?)
- GI: Neuguinea → Philippinen (Rückrichtung IG; ?)
- GJ: Guantánamo → Kingston (Rückrichtung JG; ?)
- GK: Guantánamo → Key West (Rückrichtung KG; September 1942 bis Mai 1945)
- GM:
  - Gibraltar → Malta (Rückrichtung MG; ?)
  - Galveston → Mississippi (Rückrichtung MG; ?)
- GN: Guantánamo → New York (Rückrichtung NG; September 1942 bis Mai 1945)
- GP:
  - Guantánamo → Panama (Rückrichtung PG; ?)
  - Sydney → Townsville/Brisbane (Rückrichtung PG; ?)
- GS:
  - Grimsby → Southend (Rückrichtung SG; 1940)
  - Grönland → Sydney CB/St. John’s (Rückrichtung SG; ?)
- GT: Gladstone → Townsville (?)
- GTX: Gibraltar → Tripolis → Alexandria (Rückrichtung XTG; 1943)
- GUF: Mittelmeer → Hampton Roads (fast; Rückrichtung UGF; November 1942 bis April 1945)
- GUS: Mittelmeer → Hampton Roads (slow; Rückrichtung UGS; Dezember 1942 bis Mai 1945)
- GZ: Guantánamo → Cristóbal (Rückrichtung ZG; August 1942 bis Mai 1945)

## H
- HA:
  - Halifax → Aruba/Curaçao (Rückrichtung AH; Juli und August 1942)
  - Bari → Malta/Augusta/Brindisi/Syrakus (Oktober 1943 bis Dezember 1944)
  - Ancona → Bari/Brindisi/Barletta (Januar bis Mai 1945)
- HB: Indien → Australien (Truppentransporte; 1945)
- HC: Kalkutta → Chittagong (Rückrichtung CH; ?)
- HF: Halifax → Saint John (Rückrichtung FH; September 1942 bis Mai 1945)
- HG/HGF: Gibraltar → UK (homebound Gibraltar; Rückrichtung OG; September 1939 bis September 1942)
- HHX: Schiffe aus Halifax, die einem aus New York kommenden HX-Geleitzug beitraten
- HJ: Halifax → St. John’s (Rückrichtung JH; ?)
- HK: Galveston/Pilottown/Southwest Passage (?) → Key West (Rückrichtung KH; September 1942 bis Mai 1945)
- HM: Holyhead → Milford Haven (Rückrichtung MH; ?)
- HN: Norwegen → Methil (homebound Norway; Rückrichtung ON; Oktober 1939 bis April 1940)
- HON: Schiffe aus Halifax, die einem ON-Geleitzug beitraten
- HP: Süditalien → Piräus (Heel of Italy–Piraeus; Rückrichtung PH; ?)
- HS: Halifax → Sydney CB (Rückrichtung SH; Mai 1942 bis Mai 1945)
- HT: Halifax → Trinidad (Rückrichtung TH; ?)
- HX/HXF: Halifax/New York → Liverpool (homebound Halifax; Rückrichtung ON; September 1939 bis Mai 1945)
- HXA: Teilstück von HX im Ärmelkanal

## I
- IG: Philippinen → Neuguinea (Rückrichtung GI; ?)
- IXF: Tarent/Neapel → Port Said/Alexandria (?)

## J
- JA: Colombo → Aden (Rückrichtung AJ; ?)
- JC: Colombo → diverse indische Häfen (Rückrichtung CJ; Juli 1942 bis März 1945)
- JF: Rio de Janeiro → Florianópolis (Rückrichtung FJ; ?)
- JG: Kingston → Guantánamo (Rückrichtung GJ; ?)
- JH: St. John’s → Halifax (Rückrichtung HJ; ?)
- JM: Indien → Madagaskar (1943)
- JMG: Landungskonvoi für die Invasion Malayas (September 1945)
- JN: St. John’s → Labrador (?)
- JR: Rio de Janeiro → Recife (Rückrichtung RJ; ?)
- JS: Colombo → Singapur (Rückrichtung SJ; November 1941 bis Februar 1942)
- JT: Rio de Janeiro → Trinidad (Rückrichtung TJ; Juli 1943 bis März 1945)
- JW: Nordmeergeleitzüge von Loch Ewe → Kola-Bucht (Dezember 1942 bis Mai 1945)

## K
- K: Casablanca → Brest (auch KF/KS)
- KA: Kilindini → Aden (Rückrichtung AK; ?)
- KB:
  - Kola-Bucht → Weißes Meer (Rückrichtung BK; ?)
  - Kilindini → Bombay (?)
- KD: Kilindini → Durban (Rückrichtung DK; ?)
- KG: Key West → Guantánamo (Rückrichtung GK; September 1942 bis Mai 1945)
- KH: Key West → Galveston (Rückrichtung HK; September 1942 bis Mai 1945)
- KJ/KJE: Kingston → UK (1940)
- KM: Kilindini → Diego Suárez (Madagaskar) (Rückrichtung MK; ?)
- KMF/KMS: Clyde → Mittelmeer (fast/slow; Oktober 1942 bis Mai 1945)
- KN: Key West → Hampton Roads/New York (Keys northward oder Keys–New York; Rückrichtungen NK bzw. KS; Mai 1942 bis Mai 1945)
- KP:
  - Key West → Pilottown (Rückrichtung PK; ?)
  - Karatschi → Persischer Golf (?)
  - Kola-Bucht → Petsamo (1944/45)
- KR:
  - Kilindini → Colombo (Rückrichtung RK; ?)
  - Kalkutta → Rangun (Rückrichtung RK; 1945)
- KS:
  - Casablanca → Frankreich (1939 bis Juni 1940)
  - Hampton Roads → Key West (Keys southward; Mai bis September 1942)
- KW: Key West → Havanna (Keys westward; Rückrichtung CK; ?)
- KX: UK → Gibraltar (Rückrichtung XK; Oktober 1942 bis Februar 1945)

## L
- LC: Sydney CB → St. John’s (Rückrichtung CL; ?)
- LE: Port Said → Haifa (Levant eastward; Rückrichtung LW; ?)
- LGE: Lagos → ostwärts (?)
- LGW: Lagos → westwärts (?)
- LM: Lagos → Matadi (?)
- LMD: Lourenço Marques → Durban (Rückrichtung DLM; ?)
- LN: Sankt-Lorenz-Strom → Labrador (Rückrichtung NL; ?)
- LQ: Great Barrier Reef → Brisbane (?)
- LS: Lagos → Freetown (?)
- LSD: Lagos → Freetown → Dakar (Rückrichtung DSL; ?)
- LTS: Lagos → Takoradi → Freetown (Rückrichtung STL; ?)
- LU: Humber → Elbe (Mai 1945)
- LW: Haifa → Port Said (Levant westward; Rückrichtung LE; ?)

## M
- MA:
  - Mombasa → Aden (1941)
  - Madras → Chittagong (Rückrichtung AM; 1943 bis 1945)
- MB:
  - Colombo → Bombay (1942 bis 1945)
  - Port Moresby → Milne Bay (1942)
- MC: Aden → Mombasa → Durban → Kapstadt (Rückrichtung von CM; 1942 bis 1945)
- MD: Madagaskar → Durban (?)
- ME: Malta-Konvois, Malta → Ägypten (Malta eastward; Rückrichtung MW; 1940 bis 1943)
- MF: Port Moresby → Milne-Bucht (Rückrichtung FM; 1944)
- MG:
  - Malta-Konvois, Malta → Gibraltar (Rückrichtung GM; 1940 bis 1942)
  - Mississippi → Galveston (Rückrichtung GM; ?)
- MH: Milford Haven → Holyhead (Rückrichtung HM; 1941 bis 1942)
- MK: Madagaskar → Kilindini/Mombasa (Rückrichtung KM; ? bis 1945)
- MKF/MKS: Mittelmeer → UK (fast/slow; Oktober 1942 bis Juni 1945)
- MN: Mauritius → Seychellen (?)
- MO: Marseille → Nordafrika (Oran) (Rückrichtung OM; ?)
- MR: Madras → Rangun (Rückrichtung RM; 1942)
- MS:
  - Melbourne → Singapur (Rückrichtung SM; November 1941 bis Februar 1942)
  - Marseille → Neapel (Rückrichtung SM; 1944/45)
- MT:
  - Methil → Tyne (1940/41)
  - Port Moresby → Townsville (1942)
- MTC/MTM: Seine-Mündung → Southend (coastal/military; ab September 1944)
- MV: Milne-Bucht → Townsville (?)
- MW: Malta-Konvois, Alexandria → Malta (Malta westward; Rückrichtung ME; 1940 bis 1943)

## N
- NA:
  - Kanada → UK (Truppentransporter; 1942)
  - Langemak Bay (Neuguinea) → Admiralitätsinseln (Rückrichtung AN; 1944)
- NAP: Ärmelkanal → Frankreich (Dezember 1944)
- NB: Neuguinea → Neubritannien (Rückrichtung BN; ?)
- NC: Walvis Bay → Kapstadt (Rückrichtung CN; 1943)
- NCF/NCS: Landungskonvois für die Operation Husky (fast/slow; 1943)
- NE: Neuseeland → Panama (New Zealand eastward; ?)
- NG: New York → Guantánamo (Rückrichtung GN; August 1942 bis Mai 1945)
- NK: New York → Key West (Rückrichtung KN; August 1942 bis Mai 1945)
- NL: Labrador → Sankt-Lorenz-Strom (Rückrichtung LN; ?)
- NLY: Hollandia → Lingayen/Leyte (?)
- NP:
  - norwegische Truppentransporte (April und Mai 1940)
  - Türkei → Port Said (Rückrichtung von PN; ?)
- NR: Norwegen → Methil (Rückrichtung RN; 1945)
- NS:
  - Schottland → Norwegen (Mai 1940)
  - Neukaledonien → Sydney (Rückrichtung SN; ?)
- NSF: Nordafrika → Salerno/Neapel (schnelle Truppentransporter; Rückrichtung SNF; September 1943 bis Juli 1944)
- NT: Port Moresby → Townsville (Rückrichtung TN; Januar 1943 bis März 1944)
- NV:
  - Neapel → Augusta (Rückrichtung VN; Oktober 1943 bis September 1944)
  - Livorno → Neapel (Rückrichtung VN; November 1944 bis März 1945)
- NY/NYC: New York → Ostküste USA → Bermuda → UK (August 1943 bis November 1944)

## O
- OA: Southend/Methil → Atlantik (outbound Atlantic; diverse Ziele; September 1939 bis Juli 1940)
- OB: Liverpool → Atlantik (diverse Ziele; September 1939 bis Juli 1941)
- OC: Melbourne → Newcastle (Rückrichtung CO; Juni 1942 bis Dezember 1943)
- OG: UK/Atlantik → Gibraltar (outbound Gibraltar; Rückrichtung HG; Oktober 1939 bis Oktober 1942)
- OL: Liverpool → Atlantik (outbound Liverpool; diverse Ziele; September und Oktober 1940)
- OM: Oran → Marseille (Rückrichtung MO; 1944)
- ON:
  - Methil → Norwegen (outbound Norway; Rückrichtung HN; November 1939 bis April 1940)
  - Liverpool → Nordamerika (outbound North; Juli 1941 bis Mai 1945)
- ONF/ONS: Liverpool → Nordamerika (fast/slow; März 1943 bis Juni 1945)
- OS: UK → Freetown (outbound South; Juli 1941 bis Mai 1945)
- OSS: UK → Freetown → südwärts (?)
- OT (outbound Trinidad):
  - Trinidad → Karibik (?)
  - Trinidad → Nordafrika (?)
- OW: Australien → Indien (outbound West; ?)

## P
- PA: Persischer Golf → Aden (Rückrichtung AP; ?)
- PB: Persischer Golf → Bombay (Rückrichtung BP; ?)
- PG:
  - Brisbane → Sydney (Rückrichtung GP; ?)
  - Panama → Guantánamo (Rückrichtung GP; 1942)
- PGE: Pointe-Noire → südwärts (?)
- PH: Piräus → Süditalien (Piraeus–Heel of Italy; Rückrichtung HP; ?)
- PK: Pilottown → Key West (Rückrichtung KP; ?)
- PN: Port Said → Türkei (Port Said northward; Rückrichtung NP; ?)
- PQ:
  - Nordmeergeleitzüge von Hvalfjord → Archangelsk (Rückrichtung QP; September 1941 bis September 1942)
  - Townsville → Port Moresby (1942)
- PR: Piräus → Dardanellen (Piraeus–Rabbit Island; Rückrichtung RP; 1945)
- PSD: Pointe-Noire → Freetown → Dakar (Rückrichtung DSP; ?)
- PT:
  - Paramaribo → Trinidad (Rückrichtung TP; ?)
  - Pearl Harbor → Tarawa (Rückrichtung TP; ?)
- PTS: Pointe-Noire → Takoradi → Freetown (Rückrichtung STP; ?)
- PV: Melbourne → Townsville (?)
- PW: Portsmouth → Wales (Rückrichtung WP; ?)

## Q
- QL: Brisbane → Townsville (?)
- QP: Rückroute von PQ aus Nordrussland nach Island oder UK (September 1941 bis November 1942)
- QS: Québec → Sydney CB (Rückrichtung SQ; ?)

## R
- RA: Rückroute von JW aus Nordrussland nach Island/UK (Dezember 1942 bis Mai 1945)
- RE: USA → UK (1942)
- RJ: Recife → Rio de Janeiro (Rückrichtung JR; ?)
- RK:
  - Colombo → Kilindini (Rückrichtung KR; 1944)
  - Rangun → Arakan → Kalkutta (Rückrichtung KR; 1945)
- RM: Rangun → Madras → Colombo (Rückrichtung MR; 1945)
- RN: Methil → Norwegen (Rückrichtung NR; Mai 1945)
- RP: Dardanellen → Piräus (Rabbit Island–Piraeus; Rückrichtung PR; 1945)
- RS: Gibraltar → Freetown (Rückrichtung SR; 1943)
- RT:
  - Kapstadt → Freetown (1941)
  - Recife → Trinidad (Rückrichtung TR; 1943)
- RU: Reykjavík → Loch Ewe/Belfast (Rückrichtung UR; Dezember 1941 bis Mai 1945)

## S
- SB: Sydney CB → Corner Brook (Rückrichtung BS; ab 1942)
- SBF/SBM: Landungskonvois für die Operation Husky (1943)
- SC: Sydney CB/Halifax/New York → UK (slow convoy; August 1940 bis Mai 1945)
- SD:
  - Island → Clyde (militärisch; Rückrichtung DS; April 1941 bis Mai 1945)
  - Seychellen → Diego Suárez (1944)
- SG:
  - Southend → Grimsby (Rückrichtung GS; 1940)
  - Sydney CB/St. John’s → Grönland (Rückrichtung GS; ab 1942)
- SH/SHX: Sydney CB → Halifax (Rückrichtung HS; Mai 1942 bis Mai 1945)
- SJ:
  - San Juan → Guantánamo (?)
  - Singapur → Colombo (Rückrichtung JS; November 1941 bis Februar 1942)
  - Santos → Rio de Janeiro (?)
- SL/SLF/SLS: Freetown → UK (Sierra Leone; September 1939 bis Dezember 1944)
- SM:
  - Batavia → Fremantle (Dezember 1941 bis Februar 1942)
  - Neapel → Marseille (1944)
- SN: Sydney → Neukaledonien (Rückrichtung NS; ?)
- SNF: Neapel → Nordafrika (schnelle Truppentransporter; Rückrichtung NSF; ?)
- SQ: Sydney CB → Québec (Rückrichtung QS; ?)
- SR:
  - Sandheads (Gangesdelta) → Rangun (1941/42)
  - Freetown → Gibraltar (Rückrichtung RS; 1943/44)
- ST:
  - Sydney → Townsville (Rückrichtung TS; 1943)
  - Freetown  → Takoradi (Rückrichtung TS; August 1944 bis April 1945)
- STC: Freetown → Takoradi → Kapstadt (?)
- STL: Freetown → Takoradi → Lagos (Rückrichtung LTS; September 1943 bis September 1944)
- STP: Freetown → Takoradi → Pointe-Noire (Rückrichtung PTS; ?)
- STW: Freetown → Takoradi → Walvis Bay (Rückrichtung WTS; ?)
- SU: Suez → Australien (Rückrichtung US; 1940/41)
- SV: Sydney → Townsville (Rückrichtung VS; ?)
- SW: Suez → Mombasa/Durban (1940/41)

## T
- T: Hollandia → Manila (?)
- TA:
  - Tobruk → Alexandria (Rückrichtung AT; Dezember 1941 bis Juni 1942)
  - UK → New York (Rückrichtung von AT; Juli 1943 bis Juli 1945)
- TAC/TACA/TAM: Themse → Ostende/Antwerpen (Rückrichtung ATM; 1944/45)
- TAG: Trinidad → Aruba → Guantánamo (Rückrichtung GAT; August 1942 bis Mai 1945)
- TAM: Southend → Antwerpen (Dezember 1944 bis Mai 1945)
- TAP: Themse → Frankreich (1945)
- TAW: Trinidad → Key West (Rückrichtung WAT; Juli und August 1942)
- TB: Trinidad → Bahia (Rückrichtung BT; ?)
- TBC: Southend → Bristolkanal (Thames–Bristol coastal; Rückrichtung BTC; Dezember 1944 bis Mai 1945)
- TC:
  - Halifax → Clyde (Truppentransporte [auch TCU]; Rückrichtung CT; Dezember 1939 bis Dezember 1941)
  - Nordafrika → Italien (Rückrichtung CT; Juni bis November 1944)
- TD:
  - Thursday Island → Darwin (Rückrichtung DT; ?)
  - Neuseeland → Nordaustralien (?)
- TE:
  - Trinidad → ostwärts (?)
  - Gibraltar → Nordafrika (Rückrichtung ET; 1942/43)
- TF: Trinidad → Freetown (Rückrichtung FFT; ?)
- TG: Trinidad → Guantánamo (?)
- TGE: Takoradi → Lagos → ostwärts (?)
- TH: Trinidad → Halifax (Rückrichtung HT; 1942)
- TJ: Trinidad → Brasilien (Rio de Janeiro) (Rückrichtung JT; Dezember 1942 bis März 1945)
- TJF/TJM/TJS: Landungskonvois für die Operation Husky (1943)
- TLDM: Takoradi → Lagos → Douala → Matadi (?)
- TM:
  - norwegische Truppentransporte (April und Mai 1940)
  - Trinidad → Mittelmeer (1942)
- TMC: siehe ETC
- TMM: siehe ETM
- TN: Townsville → Neuguinea (Rückrichtung NT; Dezember 1942 bis März 1944)
- TO:
  - Nordafrika → Karibik (Rückrichtung OT; ?)
  - Trinidad → Curaçao (Rückrichtung OT; ?)
- TP:
  - Norwegen → UK (Truppentransporte; Mai 1940)
  - Trinidad → Paramaribo (Rückrichtung PT; ?)
  - Tarawa → Pearl Harbor (Rückrichtung PT; ?)
- TR: Trinidad → Recife (Rückrichtung RT; ?)
- TS:
  - Takoradi → Freetown (Rückrichtung ST; ?)
  - Townsville → Sydney/Brisbane (Rückrichtung ST; ?)
- TSD: Takoradi → Freetown → Dakar (Rückrichtung DST; ?)
- TSF/TSM/TSS: Landungskonvois für die Operation Avalanche (1943)
- TU: UK → USA (Truppentransporter; Rückrichtung von UT; ?)
- TV: Tripolis → Valletta (Rückrichtung VT; ?)
- TX: Tripolis → Alexandria (Rückrichtung XT; ?)

## U
- UA: UK → Azoren (1943)
- UC/UCT: Liverpool → Curaçao/New York (Rückrichtung von CU/TCU; Februar 1943 bis Juni 1945)
- UGF/UGS: Hampton Roads → Casablanca/Gibraltar/Mittelmeer (fast/slow; Rückrichtung GUF/GUS; Oktober 1942 bis April 1945)
- UGL: USA → Gibraltar (Landungsboote; ?)
- UR: Loch Ewe → Reykjavík (Rückrichtung RU; Dezember 1941 bis Mai 1945)
- US: Australien → Suez (Rückrichtung SU; ?)
- UT: USA → UK (Truppentransporte; Rückrichtung TU; 1943/44)

## V
- VB: Townsville → Brisbane (Rückrichtung BV; ?)
- VC: Valletta → Kyrenaika (Rückrichtung CV; 1943/44)
- VK: Sydney → Wellington (?)
- VN:
  - Malta/Augusta → Neapel (Rückrichtung NV; Oktober 1943 bis November 1944)
  - Neapel → Livorno (Rückrichtung NV; November 1944 bis Mai 1945)
- VS: Townsville → Sydney (Rückrichtung SV; ?)
- VT: Valletta → Tripolis (Rückrichtung TV; ?)

## W
- WAT: Key West → Trinidad (Rückrichtung TAW; Juli und August 1942)
- WEC: Isle of Wight → Frankreich (Küstenschifffahrt; Dezember 1944 bis Mai 1945)
- WEL: Isle of Wight → Frankreich (Landungsboote; 1944/45)
- WEP: Isle of Wight → Cherbourg (Personal; Dezember 1944)
- WMP: Isle of Wight → Arromanches (Personal; November und Dezember 1944)
- WN: Clyde → Methil (Juli 1940 bis Mai 1945)
- WNC: Isle of Wight → Le Havre (Küstenschifffahrt; Dezember 1944 bis Mai 1945)
- WNL: Isle of Wight → Frankreich (Landungsboote; April und Mai 1945)
- WO: Indien → Australien (Truppentransporte; Rückrichtung OW; ?)
- WP: Milford Haven (Wales) → Portsmouth (Rückrichtung PW; Juli 1941 bis Mai 1944)
- WS (Winston’s Specials):
  - UK → Indien (1940 bis 1943)
  - Wabana → Sydney CB (?)
- WTS: Walvis Bay → Takoradi → Freetown (Rückrichtung STW; ?)
- WVP: Isle of Wight → Frankreich (Personal; Dezember 1944 bis Mai 1945)
- WX: diverse in Nordafrika → Alexandria (Rückrichtung XW; ?)

## X
- XB: Halifax → Boston (Rückrichtung BX; März 1942 bis Mai 1945)
- XIF: Ägypten → Italien (Tarent, Neapel) (Rückrichtung IXF; ?)
- XK: Gibraltar → UK (Rückrichtung KX; ?)
- XT: Alexandria → Tripolis (Rückrichtung TX; ?)
- XTG: Alexandria → Tripolis → Gibraltar (Rückrichtung GTX; 1943)
- XW: Alexandria → diverse in Nordafrika (Rückrichtung WX; ?)

## Z
- ZC: Cristóbal → Curaçao (Rückrichtung CZ; ?)
- ZG: Cristóbal → Guantánamo (Rückrichtung GZ; August 1942 bis Mai 1945)
- ZT: Neuseeland → Sydney (Rückrichtung VK; ?)